# Кауита (Оклахома)
Кауита (енгл. Coweta) град је у америчкој савезној држави Оклахома.

## Демографија
По попису из 2010. године број становника је 9.943, што је 2.804 (39,3%) становника више него 2000. године.
| Група             | 2000.         | 2010.         |
| Белци             | 5.308 (74,4%) | 7.261 (73,0%) |
| Афроамериканци    | 291 (4,1%)    | 346 (3,5%)    |
| Азијати           | 15 (0,2%)     | 82 (0,8%)     |
| Хиспаноамериканци | 271 (3,8%)    | 407 (4,1%)    |
| Укупно            | 7.139         | 9.943         |